# Homo oeconomicus
Der Homo oeconomicus [ˈhɔmoː ɔe̯kɔˈnɔmɪkʊs] (lateinisch hŏmō oeconomicus ‚Wirtschaftsmensch‘), auch rationaler Agent genannt, ist in der Wirtschaftswissenschaft und Spieltheorie das theoretische Modell eines Nutzenmaximierers. In der Makroökonomie dient er häufig als repräsentativer Agent zur Analyse wirtschaftlicher Prozesse. Ein spezieller Anwendungsfall ist der zeitkonsistente Erwartungsnutzenmaximierer, der insbesondere in der Verhaltensökonomie untersucht wird.

## Allgemeines
Die Ausdrücke „rationaler Agent“ oder „Nutzenmaximierer“ werden öfter in der wirtschaftswissenschaftlichen Literatur benutzt, während der Ausdruck „Homo oeconomicus“, eine Anspielung auf den Homo sapiens (siehe auch Liste der Homo-Epitheta), eher außerhalb der Wirtschaftswissenschaft benutzt wird.
Das Modell wird bei der Erklärung elementarer wirtschaftlicher Zusammenhänge genutzt und ist Grundlage vieler wirtschaftswissenschaftlicher Modelle. Kontrovers wurde und wird diskutiert, ob eine rein egoistische Präferenzordnung ein Definitionsmerkmal des Homo oeconomicus sein sollte. Inzwischen hat sich weitgehend die Auffassung durchgesetzt, dass das Homo-oeconomicus-Modell besser als Modell eines Akteurs zu verstehen ist, der jene Rationalitätsannahmen erfüllt, die aus einer beliebigen Präferenzenrelation eine Präferenzordnung machen.
Das Modell beschreibt Handelnde (oft „Akteure“ genannt), die über alle möglichen alternativen Zustände eine klare Präferenzordnung bilden können und sich, wenn sie vor einer Handlungsentscheidung stehen, für diejenige Handlung entscheiden, die die von ihnen am meisten präferierten Folgen erwarten lässt. Welche intrinsische Motivation den Präferenzen zugrunde liegt, ist dabei irrelevant.
Die Entscheidung eines Homo oeconomicus kann als Maximierung einer Nutzenfunktion dargestellt werden. Das Prinzip der Nutzentheorie ist von grundlegender Bedeutung sowohl für die Mikroökonomie als auch für die Makroökonomie.

## Begriffsgeschichte
Den englischen Ausdruck economic man verwendete John Kells Ingram erstmals 1888 in seinem Werk A History of Political Economy; den lateinischen Term homo oeconomicus benutzte wohl zum ersten Mal Vilfredo Pareto in seinem Manuale d’economia politica (1906). Eduard Spranger bezeichnete 1914 in seiner Psychologie der Typenlehre den homo oeconomicus als eine Lebensform des Homo sapiens und beschrieb ihn wie folgt:

„Der ökonomische Mensch im allgemeinsten Sinne ist also derjenige, der in allen Lebensbeziehungen den Nützlichkeitswert voranstellt. Alles wird für ihn zu Mitteln der Lebenserhaltung, des naturhaften Kampfes ums Dasein und der angenehmen Lebensgestaltung.“

Friedrich August von Hayek zufolge hatte John Stuart Mill den homo oeconomicus in die Nationalökonomie eingeführt. In der neoklassischen Nationalökonomie wird der Homo oeconomicus allgemein als Nutzenmaximierer beschrieben, oder in der erweiterten Version von Neumann-Morgenstern als Erwartungsnutzenmaximierer. Zu beachten ist, dass auch der wirtschaftswissenschaftliche Fachbegriff des „Nutzens“ unterschiedlichen Interpretationen und historischen Wandlungen unterworfen ist.

## Der Homo oeconomicus als rationaler Agent

### Definition
Der Homo oeconomicus ist ein Modell auf der Basis eines fiktiven Akteurs, dessen Präferenzen die Rationalitätsannahmen der Präferenzordnung erfüllt. Ist dies der Fall, können dessen Präferenzen durch eine ordinale Nutzenfunktion abgebildet werden.
Im Folgenden wird davon ausgegangen, dass es endlich oder unendlich viele Zustände der Welt {\displaystyle X_{1},X_{2},\dots } gibt, zwischen denen der Akteur klar unterscheiden kann, und dass {\displaystyle X=\{X_{1},X_{2},\dots \}} die Menge aller möglichen Zustände der Welt ist. Die Zustände der Welt beschreiben tatsächliche oder hypothetische Situationen, denen die Agenten gegenüberstehen. Zustände der Welt können beispielsweise Eigenschaften wie die Menge der konsumierten Güter, die soziale Situation, die Gesundheit des Akteurs oder die ökologische Umweltsituation umfassen. In der Konsumtheorie bezeichnet {\displaystyle X_{i}} meistens vereinfachend einen Vektor {\displaystyle (x_{i,1},\dots ,x_{i,n})}, der ausdrückt, wie viel jeweils von den gegebenen n Gütern konsumiert wird.

### Rationalitätsannahmen
Im Folgenden bedeutet {\displaystyle X_{1}\sim X_{2}}, dass der Akteur indifferent ist zwischen {\displaystyle X_{1}} und {\displaystyle X_{2}}. Das heißt, dass er nicht sagen kann, welchen der zwei Weltzustände er vorzieht. {\displaystyle X_{1}\succ X_{2}} bedeutet, dass der Akteur {\displaystyle X_{1}} strikt gegenüber {\displaystyle X_{2}} vorzieht.
Eine Präferenzenrelation {\displaystyle (\sim ,\succ )} über {\displaystyle X} heißt rational wenn:

Drei Indifferenzkurven im Zwei-Güter-Fall: Für die Punkte gilt aufgrund der Präferenzrichtung

{\displaystyle (i)\ \ \ \quad X_{1}\succ X_{2}\vee X_{2}\succ X_{1}\vee X_{2}\sim X_{1}\qquad ,X_{1},X_{2}\in X} (Vollständigkeit)
{\displaystyle (ii)\ \ \quad X_{i}\sim X_{i}\qquad \qquad \qquad \qquad \qquad \qquad ,X_{i}\in X} (Reflexivität)
{\displaystyle (iii')\quad X_{1}\sim X_{2},X_{2}\sim X_{3}\Rightarrow X_{1}\sim X_{3}\qquad ,X_{1},X_{2},X_{3}\in X} (Transitivität von {\displaystyle \sim })
{\displaystyle (iii'')\quad X_{1}\succ X_{2},X_{2}\succ X_{3}\Rightarrow X_{1}\succ X_{3}\qquad ,X_{1},X_{2},X_{3}\in X} (Transitivität von {\displaystyle \succ })
- Vollständigkeit {\displaystyle (i)} bedeutet hierbei, dass der Akteur für jedes Paar von Weltzuständen weiß, ob er indifferent ist oder den einen dem anderen vorzieht. Damit sollen Fälle ausgeschlossen werden, in denen sich der Akteur nicht entscheiden kann.
- Reflexivität {\displaystyle (ii)} ist eine eher technische Annahme: Habe ich mich zwischen einem Zustand und demselben Zustand zu entscheiden, dann ziehe ich keinen der beiden Zustände dem anderen strikt vor. So soll ausgeschlossen werden, dass andere „zufällige“ Kriterien, die nicht in die Beschreibung von X eingehen, für die Entscheidung relevant werden.
- Transitivität {\displaystyle (iii)} ist eine starke inhaltliche Annahme über Präferenzen. Transitivität ermöglicht, dass man von Präferenzen auf andere Präferenzen schließen kann, weil die Präferenzordnung in sich konsistent ist (siehe auch Transitivitätsannahme). Transitivität ist die Rationalitätsannahme, die am problematischsten ist.

Rationalität ist hierbei nicht gleichzusetzen mit einem alltagssprachlichen Begriff der Rationalität, sondern ist definiert im Sinne der Präferenzenaxiome {\displaystyle (i),(ii),(iii'),(iii'')}. In diesem Sinne rationales Verhalten ist nicht unbedingt positiv zu bewerten, und Irrationalität bedeutet nicht, dass das Verhalten erratisch und unvorhersehbar wäre, weil es keiner festen Regel folgt, sondern nur, dass die obigen Annahmen nicht erfüllt sind.
Ein Akteur, der die Verhaltensannahmen {\displaystyle (i),(ii),(iii'),(iii'')} erfüllt, entspricht dem Modell des Homo oeconomicus.
Anmerkung: {\displaystyle \vee } in der Definition ist das logische „oder“.

### Beispiele für Irrationalität
Die Rationalitätsannahmen, die dem Homo-oeconomicus-Modell unterliegen, scheinen auf den ersten Blick eher harmlos. Es gibt allerdings Beispiele für Entscheidungssituationen, in denen sie nicht zutreffen:

#### Beispiel 1 (Framing-Effekt; ohne Reflexivität)
Wenn ein Akteur eingeladen wird, einen Kaffee oder Tee zu trinken, nimmt er die Einladung an und wählt z. B. Kaffee (oder Tee, je nach seiner Präferenz zwischen den beiden Optionen). Wird er aber eingeladen, einen Kaffee oder Tee zu trinken oder vielleicht einen Joint zu rauchen, lehnt er die Einladung ab. Dies geschieht, weil er aus zusätzlichen Möglichkeiten (hier: einen Joint rauchen können) zusätzliche Informationen erlangt, die seine Entscheidung selbst dann beeinflussen können, wenn die zusätzlichen Alternativen gar nicht gewählt würden und insofern irrelevant sind.
Er scheint also nicht indifferent zu sein zwischen Kaffee und Tee, da die Entscheidung auch von irrelevanten Alternativen abhängt. Dieser Effekt heißt Framing-Effekt.

#### Beispiel 2 (zyklische Präferenzen; ohne Transitivität)
|           | Gut 1 | Gut 2 | Gut 3 |
| --------- | ----- | ----- | ----- |
| Merkmal 1 | 1     | 2     | 3     |
| Merkmal 2 | 2     | 3     | 1     |
| Merkmal 3 | 3     | 1     | 2     |

Der Akteur bewertet 3 Güter (Güter 1, 2, 3) mit drei Kriterien (Kriterium 1, 2, 3). Ein Gut zieht er einem anderen vor, wenn es bei 2 Kriterien einen höheren Platz belegt. So ist Gut 1 bei Kriterium 1 auf Platz 1 und bei Kriterium 2 auf Platz 2 und damit bei beiden Kriterien besser als Gut 2. Es gilt also
{\displaystyle {\text{Gut 1}}\succ {\text{Gut 2}}}
Insgesamt gilt mit dieser Bewertung dann aber:
{\displaystyle {\text{Gut 1}}\succ {\text{Gut 2}}\succ {\text{Gut 3}}\succ {\text{Gut 1}}}
Ein Händler kann den Akteur unter diesen Umständen leicht ausnutzen:
Angenommen, der Akteur besitze Gut 1. Ein Händler könnte ihm nun anbieten, gegen eine kleine Zuzahlung Gut 1 gegen Gut 3 einzutauschen. Da der Akteur Gut 3 Gut 1 vorzieht, ist er dazu bereit. Anschließend bietet der Händler dem Akteur an, gegen eine weitere kleine Zuzahlung Gut 3 gegen Gut 2 einzutauschen. Der Akteur willigt ein. Danach wird in gleicher Weise Gut 1 gegen Gut 2 für eine dritte kleine Zahlung getauscht. Der Akteur besitzt dann wieder Gut 1, ist aber an Geld ärmer geworden, und der Händler hat einen Gewinn gemacht. Dieser Fall zirkulärer Präferenzen bildet keine Präferenzordnung (Verstoß gegen die Transitivitätsannahme).

#### Beispiel 3 (Fühlbarkeitsschwelle; ohne Transitivität)
Es gibt ein Gut mit einem stetigen Merkmal {\displaystyle y\in \mathbb {R} } und jemand möchte, dass y besonders groß ist. y kann z. B. ein Qualitätsmerkmal sein. Aber wenn es einen kleinen Wert {\displaystyle \varepsilon >0} gibt, bei dem man indifferent ist, ob y um ε höher ist oder nicht ({\displaystyle y\sim y+\varepsilon }), dann würde aus Transitivität folgen, dass einem y völlig egal ist.
Man kann das Problem umgehen, indem man das stetige Merkmal in ein diskretes Merkmal umwandelt, also z. B. mit {\displaystyle y_{1}=[0,2\varepsilon ),y_{2}=[2\varepsilon ,4\varepsilon ),\dots }. Über dieses Merkmal wäre dann wieder Transitivität erfüllt (wenn {\displaystyle y+2\varepsilon \succ y}).

### Die zugehörige Nutzenfunktion
Für die Präferenzenrelation {\displaystyle (\sim ,\succ )} heißt die Funktion {\displaystyle u\colon \,X\to \mathbb {R} ,\;x\mapsto u(x)} zugehörige Nutzenfunktion, wenn
{\displaystyle X_{1}\sim X_{2}\iff u(X_{1})=u(X_{2})\quad ,X_{1},X_{2}\in X}
{\displaystyle X_{1}\succ X_{2}\iff u(X_{1})>u(X_{2})\quad ,X_{1},X_{2}\in X}
Diese Äquivalenzbeziehung zwischen Präferenzrelationen und Nutzenfunktion erleichtert die mathematische Handhabung der Entscheidungen eines Homo oeconomicus. Zum Beispiel lässt sich so leicht zeigen, was es bedeutet, vom Homo oeconomicus als einem Nutzenmaximierer zu sprechen: Der Zustand der Welt, der die Nutzenfunktion des Akteurs über alle möglichen Weltzustände maximiert, ist genau der mögliche Weltzustand, den der rationale Akteur auch jedem anderen möglichen Zustand vorzieht und der von ihm daher gewählt wird.
In der mikroökonomischen Konsumtheorie wird regelmäßig der Nutzen unter einer Budgetbedingung (oder Budgetgrenze) maximiert. Die Budgetbedingung grenzt einige formal mögliche, aber für den Akteur faktisch nicht erreichbare Weltzustände aus. Eine Budgetbedingung ist oft für die Bestimmung des aus Sicht des Akteurs optimalen Weltzustandes wichtig, da in vielen Situationen kein lokaler Sättigungspunkt vorhanden ist, aber ein maximales Budget für den Erwerb von Gütern.

### Alternative Definition
Wenn man eine neue Präferenzenordnung {\displaystyle \succsim } mit schwachen Präferenzen definiert, ergibt sich eine kürzere Definition für Rationalität und die zugehörige Nutzenfunktion:
{\displaystyle X_{i}\succsim X_{j}:\iff X_{i}\succ X_{j}\vee X_{i}\sim X_{j}}.
Dass {\displaystyle X_{i}} gegenüber {\displaystyle X_{j}} schwach bevorzugt wird, bedeutet also, dass der Akteur entweder indifferent zwischen den beiden Alternativen ist oder dass er {\displaystyle X_{i}} gegenüber {\displaystyle X_{j}} strikt bevorzugt. Mit dieser neuen Präferenzenordnung ergibt sich folgende Definition für Rationalität:
Eine Präferenzenordnung {\displaystyle (\succsim )} über {\displaystyle X} ist rational, wenn
{\displaystyle (i)\ \quad X_{1}\succsim X_{2}\vee X_{2}\succsim X_{1}\qquad \qquad \qquad \quad ,X_{1},X_{2}\in X} (Vollständigkeit)
{\displaystyle (ii)\quad X_{1}\succsim X_{2},X_{2}\succsim X_{3}\Rightarrow X_{1}\succsim X_{3}\qquad \ ,X_{1},X_{2},X_{3}\in X} (Transitivität)
Aus der Vollständigkeit von {\displaystyle (\succsim )} ergibt sich der Reflexivität der zugehörigen äquivalenten Präferenzenordnung {\displaystyle (\sim ,\succ )}. Diese Definition ist kürzer und wird daher öfter in der Literatur benutzt; allerdings ist mit der obigen Definition leichter erkennbar, warum der Framing-Effekt zu irrationalen Präferenzen führt. Aus diesem Grund wurde die Definition von Rationalität für {\displaystyle (\sim ,\succ )} hier zuerst genannt.
Für eine Präferenzenrelation {\displaystyle \succsim } ist die Funktion {\displaystyle u\colon \,X\to \mathbb {R} ,\;x\mapsto u(x)} die dazugehörige Nutzenfunktion, wenn
{\displaystyle X_{1}\succsim X_{2}\iff u(X_{1})\geq u(X_{2})\quad ,X_{1},X_{2}\in X}.

## Intertemporale Entscheidung

### Zeitkonsistenz und Zeitinkonsistenz
Oft stehen Menschen vor Entscheidungen, die sie über mehrere Perioden treffen (beispielsweise ob man konsumiert oder spart, eine Ausbildung macht oder direkt arbeiten geht, eine Rentenversicherung abschließt etc.). Dabei wird üblicherweise zwischen zwei Arten von Präferenzen bzw. Nutzenfunktionen unterschieden, nämlich zeitkonsistenten und zeitinkonsistenten.
Eine zeitkonsistente Präferenzenordnung liegt vor, wenn sich eine Entscheidung nicht nur ändert, weil Zeit vergeht. Der Akteur hält also an seiner Entscheidung über eine zukünftige Handlung unabhängig davon fest, wie weit sie in der Zukunft liegt, solange er keine neuen Informationen bekommt. (Bei veränderten Informationen kann sich selbstverständlich eine Entscheidung auch bei zeitkonsistenten Präferenzen ändern, beispielsweise bei neuen Informationen über zukünftigen Lohn, Zinsen, Inflationsrate etc.).
Eine zeitinkonsistente Präferenzenordnung liegt vor, wenn sich eine Entscheidung ändert, nur weil der Entscheidungszeitpunkt ein anderer ist, also vereinfacht gesagt, wenn es für eine Entscheidung für übermorgen wichtig ist, ob sie heute oder morgen getroffen wird, selbst wenn morgen die Informationslage die gleiche ist wie heute. Ein typisches zeitinkonsistentes Verhalten ist, wenn ein Mensch eine unangenehme Pflicht immer weiter vor sich her schiebt. Allerdings ist auch ein solches Verhalten rational, solange es nur die drei obigen Präferenzenaxiome erfüllt. In vielen Anwendungen wird es allerdings per Annahme ausgeschlossen.

### Beispiel für Zeitinkonsistenz
Ein Akteur muss sich entscheiden, ob er etwas heute oder morgen tut (zum Beispiel eine unangenehme Tätigkeit wie den Keller aufräumen oder zum Arzt gehen), was ihm in der Zukunft nützt, ihm aber heute unangenehm ist. Er kann es heute tun und morgen nicht {\displaystyle l_{1}=1,\;l_{2}=0}, heute nicht und stattdessen morgen {\displaystyle l_{1}=0,\;l_{2}=1} oder in beiden Perioden nicht {\displaystyle l_{1}=0,\;l_{2}=0}. Seine Nutzenfunktion lautet
{\displaystyle U(l_{1},l_{2})=-l_{1}-0{,}5l_{2}+\max(l_{1},l_{2})}
Der Nutzen seiner drei Alternativen ist:
{\displaystyle U(l_{1}=1,l_{2}=0)=0}
{\displaystyle U(l_{1}=0,l_{2}=1)=0{,}5}
{\displaystyle U(l_{1}=0,l_{2}=0)=0}
Alternativ können die Präferenzen des Akteurs auch mit folgender Präferenzenordnung dargestellt werden:
{\displaystyle (l_{1}=0,\;l_{2}=1)\succ (l_{1}=1,\;l_{2}=0)\sim (l_{1}=0,\;l_{2}=0)}
Seine optimale Entscheidung ist es also, die Tätigkeit morgen zu verrichten. Da er aber morgen vor demselben Problem steht, entscheidet er sich auch morgen, die Tätigkeit am nächsten Tag zu verrichten. Diese Nutzenfunktion beschreibt somit einen Akteur, der sich zwar jeden Tag vornimmt, morgen den Keller aufzuräumen, und diese Entscheidung auch ernsthaft trifft, es aber trotzdem nie tut.

## Entscheidung unter Unsicherheit

### Entscheidung unter Risiko

#### Die Entscheidungssituation
Entscheidungen unter Risiko werden mikroökonomisch oft als Lotterie modelliert. Die Interpretation einer Lotterie {\displaystyle g=(p_{1}\circ X_{1},\dots ,p_{n}\circ X_{n})} mit {\displaystyle \sum \nolimits _{i=1}^{n}p_{i}=1} ist, dass die Umweltzustände {\displaystyle X_{i}} jeweils mit der Wahrscheinlichkeit {\displaystyle p_{i}} eintreffen. Wenn jetzt ein Homo oeconomicus zwischen zwei Lotterien {\displaystyle g} und {\displaystyle g'} wählen muss und eine Nutzenfunktion über alle möglichen Lotterien {\displaystyle G} besitzt, ermöglicht die Erwartungsnutzentheorie, aus einer vorhandenen Präferenzenrelation über {\displaystyle X=\{X_{1},X_{2},\dots \}} eine Präferenzenrelation über {\displaystyle G} zu bilden.
Eine Entscheidung unter Unsicherheit kann ebenfalls verwendet werden, um eine Entscheidung unter unvollkommenen Informationen darzustellen. Dazu werden die nach den unvollkommenen Informationen in Frage kommenden Umweltzustände mit ihrer subjektiv eingeschätzten Wahrscheinlichkeit gewertet.

#### Axiome der Erwartungsnutzentheorie
Rationalität:
{\displaystyle (1)\quad g\succsim g'\vee g'\succsim g\qquad \qquad \qquad \ ,g,g'\in G} (Vollständigkeit)
{\displaystyle (2)\quad g\succsim g',g'\succsim g''\Rightarrow g\succsim g''\qquad ,g,g',g''\in G} (Transitivität)
Stetigkeit:
Sei {\displaystyle g,g',g''\in G} mit {\displaystyle g\succ g'\succ g''}, dann gilt
{\displaystyle \exists \alpha ,\beta \in (0,1):(\alpha \circ g,(1-\alpha )\circ g'')\succ (\beta \circ g',(1-\beta )\circ g'')}
Reduktion:
Sei {\displaystyle g,g'\in G}, wobei {\displaystyle g,g'} die gleiche Wahrscheinlichkeitsverteilung haben. Dann gilt
{\displaystyle g\sim g'}
Unabhängigkeit:
Sei {\displaystyle g,g',g''\in G} und {\displaystyle g\succ g'}, dann gilt
{\displaystyle (\alpha \circ g,(1-\alpha )\circ g'')\succ (\alpha \circ g',(1-\alpha )\circ g'')\quad ,\alpha \in (0,1)}
- Rationalität bedeutet hierbei, dass die üblichen Präferenzenregeln auch für Lotterien gelten.
- Stetigkeit kann so interpretiert werden, dass, selbst wenn der Unterschied zwischen zwei Lotterien extrem klein ist, man immer die Lotterie bevorzugt, die die besseren Alternativen anbietet. Man beachte, dass, wenn {\displaystyle \alpha ,\beta } gegen 0 gehen, die Lotterien gegeneinander konvergieren, aber da {\displaystyle g} immer noch besser ist als {\displaystyle g'}, gilt Indifferenz nur im Grenzwert.
- Reduktion bedeutet nichts anderes, als dass die Präsentation (also wie man die Wahrscheinlichkeitsverteilung über die Alternativen aufschreibt) keinen Einfluss hat (eher technische Annahme).
- Unabhängigkeit bedeutet, dass eine dritte Alternative {\displaystyle g''} keinen Einfluss auf die Präferenzenordnung hat, wenn sie in allen Lotterien vorkommt.

#### Theorem von Neumann-Morgenstern
Wenn die Axiome der Erwartungsnutzentheorie erfüllt sind, kann man die Präferenzen des Akteurs durch eine Erwartungsnutzenfunktion
{\displaystyle V(g)=\operatorname {\mathbb {E} } [u(x)]=\sum _{i=1}^{n}p_{i}\cdot u(x_{i})}
darstellen. Umgekehrt gelten ebenfalls für alle Akteure, deren Verhalten durch eine Erwartungsnutzenfunktion dargestellt werden kann, die vier Axiome der Erwartungsnutzentheorie für die zugrundeliegende Präferenzenrelation über alle möglichen Lotterien.
Diese Erweiterung des Homo oeconomicus zum Erwartungsnutzenmaximierer (im Unterschied zum reinen Nutzenmaximierer) wird in der Mikroökonomie in der Regel für Entscheidungen unter Unsicherheit verwendet und ist im Speziellen für die Spieltheorie von entscheidender Bedeutung.

### Entscheidung unter Ungewissheit

#### Die Entscheidungssituation
Eine Entscheidung unter Ungewissheit ist eine Entscheidung, bei der sich der Akteur des Ergebnisses nicht sicher sein kann. Wenn der Akteur eine rationale Präferenzenordnung über die möglichen Ausgänge hat, aber deren Wahrscheinlichkeiten nicht kennt und auch nicht aufgrund von irgendwelchen A-priori-Informationen einschätzen kann, handelt es sich um eine Entscheidung unter Ungewissheit. Dies lässt sich also gewissermaßen als eine Lotterie {\displaystyle g=(p_{1}\circ X_{1},\dots ,p_{n}\circ X_{n})} verstehen, bei der die Wahrscheinlichkeiten {\displaystyle p_{i}} unbekannt sind.
Modelliert man die Entscheidung eines Akteurs, der trotz spärlicher Informationen eine Alternative wählt, bedarf es einer Entscheidungsregel. Diese Entscheidungsregel sollte bei einem rationalen Akteur nur von den möglichen Ausgängen {\displaystyle X_{i}} abhängen. Wenn über die Ausgänge {\displaystyle X_{i}} eine rationale Präferenzenordnung vorliegt, liegt auch eine Nutzenfunktion vor.
Folgende weit verbreitete Entscheidungsregeln beschreiben einen möglichen Entscheidungstyp, bei dem dann über die unsicheren Alternativen wieder eine rationale Präferenzenordnung entsteht. Hierbei ist es nicht so entscheidend, welche Entscheidungsregel gewählt wird, sondern dass es plausible Entscheidungsregeln gibt, die eine Entscheidung unter Ungewissheit anleiten.
Dies bedeutet nämlich, dass es selbst bei Ungewissheit durchaus plausibel ist, dass eine rationale Präferenzenordnung über die Entscheidungsalternativen vorliegt. Bei den folgenden vier beispielhaften Entscheidungsregeln ist {\displaystyle X_{j,i}} der {\displaystyle i}-te Ausgang von Möglichkeit (Lotterie) {\displaystyle j}.

#### Minimax-Regel
Die Minimax-Regel ist eine sehr pessimistische Entscheidungsregel. Dabei wird die Möglichkeit gewählt, die den kleinsten potenziellen Schaden anrichtet. Man wählt die Alternative, bei der der Nutzen des schlechtesten Ergebnisses am höchsten ist; mit anderen Worten: man maximiert das Minimum.
{\displaystyle \max _{j}:\min _{i}\;u(X_{j,i})}

#### Maximax-Regel
Die Maximax-Regel ist das optimistische Gegenstück zur Minimax-Regel. Hierbei wird die Möglichkeit gewählt, die den höchsten potenziellen Nutzen liefert. Der Akteur wählt die Alternative, bei der der Nutzen des besten Ergebnisses am höchsten ist, maximiert also das Maximum.
{\displaystyle \max _{j}:\max _{i}\;u(X_{j,i})}

#### Hurwicz-Regel
Die Hurwicz-Regel ist eine gewichtete Mischung aus Minimax- und Maximax-Regel. Die beiden Regeln werden dabei mit dem sogenannten Optimismusparameter {\displaystyle \lambda } (mit {\displaystyle \lambda \in [0;1]}) gewichtet. Damit wird bei der Entscheidung sowohl der bestmögliche als auch der schlechtestmögliche Ausgang berücksichtigt.
{\displaystyle \max _{j}:\lambda \cdot \max _{i}\;u(X_{j,i})+(1-\lambda )\min _{i}\;u(X_{j,i})}

#### Laplace-Regel
Bei der Laplace-Regel nimmt der Akteur mangels Informationen für alle möglichen Ergebnisse die gleiche Wahrscheinlichkeit an und bildet so eine Erwartungsnutzenfunktion. Diese Regel bietet also die Möglichkeit, eine Entscheidung unter Ungewissheit in eine Entscheidung unter Risiko zu transformieren.
{\displaystyle \max _{j}:{\frac {1}{n}}\sum _{i}u(X_{j,i})}

## Der Homo oeconomicus in der Verhaltensökonomie

### Ansatz
In mikro- und makroökonomischen Analysen wird der Homo oeconomicus meistens in seiner Form als zeitkonsistenter Erwartungsnutzenmaximierer benutzt. Hierbei sieht die allgemeine Form der zu maximierenden Zielfunktion wie folgt aus
{\displaystyle \max _{\{x_{i,t}\}_{t,i}\in X}\sum _{t,i}\beta ^{t}p(s_{t})u(x_{i,t}|s_{t})}
wobei {\displaystyle t=1,2,\dots } die Zeitpunkte, {\displaystyle x_{i,t}} die i-te Strategie des Akteurs in Periode {\displaystyle t}, {\displaystyle s_{t}} die möglichen Zustände der Welt und {\displaystyle p(s_{t})} die Wahrscheinlichkeiten von Zustand {\displaystyle s_{t}} sind. Allerdings gibt es Situationen, denen dieser Standardansatz der Ökonomie nicht gerecht werden kann. Ziel der Verhaltensökonomik ist es deshalb, solche Situationen strukturiert zu beschreiben und das Modell des zeitkonsistenten Erwartungsnutzenmaximierers entsprechend zu verändern.

### Referenzabhängige Präferenzen
Referenzabhängige Präferenzen (reference-dependent preferences) sind Präferenzen, die von einem hypothetischen oder früheren Zustand außerhalb der Entscheidung abhängen. Ein Beispiel wäre ein Arbeitnehmer, der eine Lohnerhöhung um {\displaystyle 5\,\%} bekommt und unzufrieden ist, wenn er eine {\displaystyle 10\,\%} Lohnerhöhung erwartet hat, während er zufrieden ist, wenn er keine Lohnerhöhung erwartet hat. In diesem Fall wäre der Referenzpunkt die Erwartung über die Höhe der Lohnerhöhung. Ein anderes Beispiel wäre ein Mensch, der versucht, einen bestimmten Lebensstandard zu erreichen und hierbei einen hypothetischen Zustand als Referenzpunkt nimmt.
Im Allgemeinen ist ein solcher Referenzpunkt in einem Modell eine exogene Größe {\displaystyle r}, die in die Periodennutzenfunktion {\displaystyle u(x_{i,t}|s_{t},r)} als zusätzliches exogenes Argument neben dem zufälligen Zustand {\displaystyle s_{t}} einfließt.
Eine spezielle Form referenzabhängiger Präferenzen wird bedingt durch Verlustaversion (loss aversion). Hierbei wird der Wert von etwas, das man besitzt, allein durch den Besitz höher eingeschätzt. Ein beispielhaftes Experiment hierzu wurde von Kahneman, Knetsch and Thaler (1990) durchgeführt. Sie gaben der Hälfte der Teilnehmer eine Tasse und fragten nach dem Minimalpreis, zu dem sie diese Tasse verkaufen würden; der anderen Hälfte zeigten sie die Tasse und fragten nach dem Maximalpreis, zu dem sie die Tasse kaufen würden. Wenn der Besitz der Tasse keinen Einfluss auf die Wertschätzung hätte, sollten die in beiden Fällen genannten Preise gleich sein; tatsächlich war aber der genannte Minimalverkaufspreis ungefähr zweimal so hoch wie der genannte Maximalkaufpreis. Dieses Ergebnis wurde in vielen Experimenten reproduziert, mit anderen Gegenständen oder unter anderen Bedingungen.

### Wahrscheinlichkeitsgewichtung
In vielen wirtschaftswissenschaftlichen Experimenten werden Teilnehmer vor eine Wahl über Lotterien gestellt. Wenn man annimmt, dass ein Euro immer einen festen Nutzen gibt (z. B. Nutzen von einem Euro gleich {\displaystyle 1}), dann beobachtet man, dass das Modell des Erwartungsnutzenmaximierers falsche Vorhersagen trifft. Insbesondere kann beobachtet werden, dass sichere Wahrscheinlichkeiten und sehr kleine Wahrscheinlichkeiten überproportional bewertet werden. Dies kann im Standardmodell berücksichtigt werden, indem eine Gewichtungsfunktion für die Wahrscheinlichkeiten eingefügt wird.

### Optimismus und Pessimismus
Wenn ein Mensch optimistisch oder pessimistisch ist, schätzt er die Wahrscheinlichkeiten von besonders guten oder schlechten Ereignissen besonders hoch ein. Dies wäre ein anderer Fall, in dem die benutzten Wahrscheinlichkeiten nicht mit denen eines Erwartungsnutzenmaximierers übereinstimmen und sich daher auch die Entscheidungen verändern. Der Unterschied zur Wahrscheinlichkeitsgewichtung besteht darin, dass sich die Wahrscheinlichkeiten abhängig vom Zustand {\displaystyle s_{t}} verändern. Im Modell werden also die Wahrscheinlichkeiten {\displaystyle p(s_{t})} durch neue Wahrscheinlichkeiten {\displaystyle q(s_{t})} ersetzt anstatt für eine gegebene Gewichtungsfunktion {\displaystyle f} durch {\displaystyle f(p(s_{t}))} .

### Begrenzte Aufmerksamkeit
In vielen Situationen sind sich Menschen nicht all ihrer Alternativen bewusst, zum Beispiel weil es zu viele Möglichkeiten gibt oder die Situationen zu komplex sind. Im Modell würde dies bedeuten, dass der Agent nicht über {\displaystyle X}, sondern über eine Teilmenge {\displaystyle Y\subset X} maximiert. Ein Grund, warum nicht alle Alternativen beachtet werden, könnte zum Beispiel sein, dass das Sammeln aller Informationen zu viel Zeit oder andere Ressourcen in Anspruch nimmt oder dass die kognitiven Fähigkeiten eines Menschen nicht ausreichen, um alle Handlungen in allen Situationen im Blick zu haben. Beispielsweise ist es nahezu unmöglich, bei einem Schachspiel alle zukünftigen möglichen Spielsituationen bei einem Zug im Auge zu haben. Ein anderes Beispiel wäre, dass mögliche Handlungen einfach vergessen werden.

### Zeitinkonsistenz
Viele Experimente belegen außerdem zeitinkonsistentes Verhalten. Wenn man Probanden beispielsweise vor die Wahl stellt, heute {\displaystyle 10} oder morgen {\displaystyle 11} Euro zu erhalten, wählen mehr Leute die {\displaystyle 10} Euro Auszahlung, als wenn man fragt, ob sie in einem Jahr {\displaystyle 10} Euro oder in einem Jahr und einem Tag {\displaystyle 11} Euro haben wollen. Dies kann man in einem Modell berücksichtigen, indem eine Gewichtungsfunktion für  {\displaystyle \beta ^{t}} eingefügt wird. Viele Experimente zeigen außerdem, dass sofortige Auszahlungen häufig überproportional stark bewertet werden.

### Einfluss des Vorgabewertes (Default-Effekt)
Es gibt Beispiele, bei denen der Vorgabewert einer Entscheidung (also das, was passiert, wenn keine aktive Handlungsentscheidung getroffen, sondern der Status quo beibehalten wird) einen großen Einfluss hat. Ein bekanntes Beispiel ist die Bereitschaft Organe zu spenden. In Staaten, in denen man automatisch Organspender ist, solange man nicht anders entscheidet, gibt es sehr viel mehr Organspender als dort, wo man nur durch ausdrückliche Zustimmung zum Organspender werden kann. Nun könnte man meinen, dass dies daran liegt, dass den meisten Menschen einfach egal ist, was mit ihren Organen nach ihrem Tod passiert. Allerdings spielt der Vorgabewert auch bei anderen Entscheidungen eine wichtige Rolle. Madrian and Shea (2001) untersuchten in einer großen US-Firma den Einfluss des Vorgabewertes beim 401(k)-Rentensparplan. Vor 1998 mussten sich die Angestellten aktiv dafür entscheiden, in den Rentensparplan einzuzahlen, während nach 1998 der Vorgabewert war, dass {\displaystyle 3\,\%} des Einkommens automatisch im Rentensparplan angelegt wurden, wenn man sich nicht aktiv dafür entschied, gar nicht oder aber einen anderen Prozentsatz einzuzahlen. Alle Angestellten wurden darüber unterrichtet, und trotzdem nahmen nach 1998 mehr Angestellte am 401(k)-Plan teil und eine deutlich höhere Zahl wählte eine Einzahlung von {\displaystyle 3\,\%} ihres Gehaltes. Dies zeigt, dass selbst bei sehr wichtigen Entscheidungen wie der Altersvorsorge der Vorgabewert einen Einfluss ausüben kann. Dieses Phänomen ist mit dem Homo-oeconomicus-Modell nicht vereinbar, da hier die Entscheidung nicht nur von den Eigenschaften der Alternativen abhängt, sondern auch von der Präsentationsweise der Entscheidung.

## Der Homo oeconomicus in der Klassischen Nationalökonomie

### Das Bild des „egoistischen“ Homo oeconomicus
In den Analysen der Klassischen Nationalökonomie wird der Homo oeconomicus meist als „egoistisch“ modelliert. Dies kommt daher, dass beim klassischen Homo oeconomicus für die Umweltzustände {\displaystyle X_{i}} nur der Konsum des beschriebenen Akteurs eingesetzt wird. Dieses Bild von Homo oeconomicus ist zwar weit verbreitet, doch stellt es nur einen Spezialfall dar. Allgemeiner kann man, wenn die Egoismusbedingung fallengelassen wird, das Modell des Homo oeconomicus für beliebige Präferenzordnungen zwischen reinem Egoismus und reinem Altruismus verwenden, da die subjektiven Motivationen für die Konstruktion der Präferenzen des Akteurs nicht auf egoistische Motivationen eingeschränkt sind.
Es ist in diesem Zusammenhang zu beachten, dass „Konsum“ in der modernen Konsumtheorie ein formaler Begriff ist und die Umweltzustände Vektoren beliebiger Güter fassen. Diese Güter können zum Beispiel Geschenke an andere Menschen oder Spenden sein. Sie können also, formal gesprochen, auch den Konsum anderer Akteure umfassen. In der klassischen Konsumtheorie, wie sie Ende des 19. Jahrhunderts beispielsweise von Francis Edgeworth, William Stanley Jevons, Léon Walras oder Vilfredo Pareto vertreten wurde, wurde der Konsumvektor noch nur als der tatsächliche Konsum des Akteurs selbst beschrieben; diese alte Auffassung von Konsum ist allerdings noch sehr präsent im öffentlichen Bewusstsein.

### Beschreibung in der Konsumtheorie
In der Konsumtheorie beschreibt der Vektor {\displaystyle x=(x_{1},\dots ,x_{n})} für n beliebige Güter {\displaystyle 1,\ldots ,n} die konsumierten Mengen der n Güter. Also konsumiert der Akteur {\displaystyle x_{i}} von Gut i. Die Menge aller möglichen Konsumvektoren der n Güter {\displaystyle X^{n}} nennt man Konsummöglichkeitenmenge.
Eine Präferenzenfunktion {\displaystyle (\succsim )}über die Konsummöglichkeitenmenge {\displaystyle X^{n}} mit Konsumvektor {\displaystyle x=(x_{1},\dots ,x_{n})} ist äquivalent zur allgemeinen Definition definiert:
{\displaystyle (i)\ \quad x\succsim x'\vee x'\succsim x\quad \quad \quad \quad \quad \quad \ ,x,x'\in X^{n}} (Vollständigkeit)
{\displaystyle (ii)\quad x\succsim x',x'\succsim x''\Rightarrow x\succsim x''\quad \quad ,x,x',x''\in X^{n}\in X} (Transitivität)
Ein Homo oeconomicus, der seinen Nutzen über den eigenen Konsum, also seinen Konsumvektor {\displaystyle x=(x_{1},\dots ,x_{n})}, maximiert, entspricht dem Modell des Homo oeconomicus in der Klassischen Nationalökonomik. Eine Nutzenfunktion ist hierbei eine n-dimensionale Funktion {\displaystyle U(x)=U(x_{1},\dots ,x_{n})}.

### Rationalisierbarkeit und offenbarte Präferenzen
In vielen Interpretationen menschlichen Handelns scheint das Bild des rein egoistischen Homo oeconomicus sehr restriktiv und nicht realistisch. Es bietet jedoch eine sehr einfache und in sich konsistente Möglichkeit Handlungen zu analysieren. In diesem Sinne fungiert der Homo oeconomicus als wichtiges Element im Forschungsprogramm der neoklassischen Theorie: Auf der Grundlage des methodischen Individualismus und Subjektivismus (siehe Konsumentensouveränität) soll Verhalten zunächst auf die einfachsten „rationalen“ Verhaltensregeln zurückgeführt werden. Deshalb wird oft die induktive Sicht auf diesen Spezialfall des Modells durch eine deduktive Sicht ersetzt. Es wird dann nicht aus dem Modellverhalten des Homo oeconomicus  noch unbekanntes reales Verhalten vorhergesagt. Stattdessen wird beobachtetes Verhalten – soweit möglich – als Verhalten eines Homo oeconomicus erklärt.
Dies bedeutet im Speziellen, dass man von einer beobachteten Verhaltensweise mehrerer Menschen, beispielsweise von einer beobachteten Nachfragekurve über ein Gut, auf eine zugehörige mögliche Nutzenfunktion eines durchschnittlichen Konsumenten (des sogenannten repräsentativen Konsumenten) über seinen Konsum schließt. Eine Verhaltensweise, aus der eine zugehörige repräsentative Nutzenfunktion abgeleitet werden kann, heißt rationalisierbar. Die zugehörige Präferenzenrelation heißt offenbarte Präferenzenrelation (engl. revealed preferences).
Die Interpretation dieses Vorgehens ist nicht, dass man aus der Existenz von offenbarten Präferenzen und eines repräsentativen Konsumenten darauf schließen kann, dass sich die echten Menschen auch rational (im Sinne der Rationalitätsannahmen der Präferenzenfunktion) verhalten, sondern nur, dass sich ihr Verhalten auf diese Weisen beschreiben lässt, dass sie sich also so verhalten, als ob sie rationale (Erwartungs-)Nutzenmaximierer wären. Die Unterstellung der Existenz eines repräsentativen Konsumenten ist also eine schwächere Annahme als die Unterstellung der Existenz eines Homo oeconomicus.
Da dieses Verfahren keinerlei Gültigkeitsannahmen über den einzelnen Konsumenten macht, wird es  meistens benutzt, um einen egoistischen repräsentativen Agenten aus den Verhaltensfunktionen, z. B. Nachfragefunktionen, zu gewinnen.

### Beispiel für Rationalisierbarkeit: Nachfrage im Partialmarktmodell
Wenn wir eine invertierbare und integrierbare Nachfragefunktion {\displaystyle D\colon \,P\to \mathbb {R} ,\;p\mapsto x} gegeben haben, wobei {\displaystyle p} ein Preis und {\displaystyle x} eine nachgefragte Menge auf einem Partialmarkt ist, dann gilt für die Nutzenfunktion des repräsentativen Agenten
{\displaystyle D^{-1}(x)=u'(x)}
wenn wir eine quasilineare Nutzenfunktion {\displaystyle U(x)=u(x)-px} unterstellen. Die zugehörige Präferenzenrelation ergibt sich dann mit
{\displaystyle U(x_{1})>U(x_{2})\Leftrightarrow x_{1}\succ x_{2}}
Oder wenn man benutzt, dass der Preis {\displaystyle p=D^{-1}(x)} ist
{\displaystyle \int _{0}^{x_{1}}D^{-1}(x)dx-D^{-1}(x_{1})x_{1}>\int _{0}^{x_{2}}D^{-1}(x)dx-D^{-1}(x_{2})x_{2}\Leftrightarrow x_{1}\succ x_{2}}

## Der Homo oeconomicus in der Makroökonomie

### Individuelle und kollektive Rationalität
Obgleich ganze Gesellschaften etwas ganz anderes sind als Individuen, treffen auch sie (kollektive) Entscheidungen zwischen Alternativen. Auch an gesellschaftliche Entscheidungen können die Rationalitätsannahmen, die dem Modell des Homo oeconomicus zugrunde liegen, angelegt werden.
|         | 1. Platz | 2. Platz | 3. Platz |
| ------- | -------- | -------- | -------- |
| Agent 1 | A        | B        | C        |
| Agent 2 | C        | A        | B        |
| Agent 3 | B        | C        | A        |

Angenommen beispielsweise, es liege eine Gesellschaft mit drei Personen vor, die sich zwischen den drei Alternativen A, B und C entscheiden muss. Wir setzen voraus, dass eine Alternative von der Gesellschaft gegenüber einer anderen Möglichkeit bevorzugt wird, wenn sie von mehr Personen bevorzugt wird. Wenn sich die Präferenzen der drei Personen wie in der Tabelle dargestellt verteilen, ist leicht zu erkennen, dass je zwei Personen A B vorziehen, je zwei Personen B C vorziehen und zwei Personen C A vorziehen:
{\displaystyle {\text{A}}\succ {\text{B}}\succ {\text{C}}\succ {\text{A}}}
Eine derart konstruierte gesellschaftliche Präferenzenordnung ist nicht transitiv und verstößt daher gegen die Rationalitätsannahmen. Dieses Ergebnis gilt auch dann, wenn alle drei Personen (oder gar alle Mitglieder einer Gesellschaft) je für sich genommen völlig „rationale“ Präferenzordnungen haben.
Es gibt auf den ersten Blick keinen plausiblen Grund, warum sich gesellschaftliche Entscheidungen an die Axiome der Präferenzenordnung halten sollten. Allerdings gibt es einige Situationen, in denen in der Makroökonomie das sogenannte Modell eines repräsentativen Agenten vorteilhaft angewandt wird.

### Der repräsentative Agent
Ein repräsentativer Agent ist ein Homo oeconomicus, der die Entscheidungen der gesamten Gesellschaft repräsentiert. Die Modellierung der Präferenzrelationen einer Gesellschaft durch einen repräsentativen Agenten kann damit begründet werden, dass alle Individuen hinreichend gleich sind bezüglich der gegebenen Entscheidungssituation. Es gibt allerdings auch eine breite Klasse von individuell heterogenen Nutzenfunktionen, die durch eine gemeinsame Nutzenfunktion dargestellt werden kann, zum Beispiel Gormans aggregierbare Nutzenfunktionen.
Das Modell des repräsentativen Agenten geht auf das späte 19. Jahrhundert zurück. Francis Edgeworth (1881) benutzte den Begriff „repräsentative Einheit“, und Alfred Marshall (1890) führte den Begriff „repräsentative Firma“ ein.
Die Notwendigkeit einer Mikrofundierung gesellschaftlicher Entscheidungen wurde besonders durch die Lucas-Kritik begründet. Diese drückt aus, dass sich rein ökonometrisch geschätzte Verhaltensgleichungen und ihre Parameter durch politische Entscheidungen verändern. Gesamtgesellschaftliches Verhalten wird also auch durch Erwartungen beeinflusst, die in rein parametrischen Modellen, die nur aus Verhaltensgleichungen bestehen, nicht vorkommen.
Ein Beispiel hierfür ist die Phillips-Kurve. Sie stellt in ihrer ursprünglichen Form einen statistisch geschätzten Zusammenhang von Arbeitslosigkeit und Inflation dar. Als jedoch die Politik versuchte, durch höhere Inflation zusätzliche Arbeit zu generieren und die Arbeitslosigkeit damit zu senken, kam es zu Stagflation, also zu hoher Inflation bei gleichzeitig hoher Arbeitslosigkeit. Bei dem Neu-Keynsanischen Modell beispielsweise, das die Phillipskurve aus dem Verhalten eines repräsentativen Agenten und einer repräsentativen Firma herleitet, ergibt sich eine erweiterte Form, die von Inflationserwartungen, Mark-up Schocks und Technologieschocks abhängt. In dieser Modellklasse gibt es üblicherweise eine negative Korrelation zwischen Arbeitslosigkeit und dem Unterschied zwischen Inflation und Inflationserwartungen. Wenn also politische Maßnahmen ergriffen werden, die Inflation erhöhen sollen, erhöhen sich Inflationserwartungen und Inflation, während Arbeitslosigkeit hoch bleibt. Es kommt damit zu Stagflation.

### Begrenzte Heterogenität
In einigen Modellen, die Prozesse innerhalb einer Gesellschaft beschreiben sollen, beispielsweise über Umverteilungseffekte, ist das Modell eines repräsentativen Agenten ohne Aussagekraft. Da aber ein Modell mit vollständiger Heterogenität  – bei dem also alle Menschen unterschiedliche Nutzenfunktionen haben – sehr komplex ist, wodurch die Aussagekraft sinkt, wird oft ein Modell mit begrenzter Heterogenität vorgezogen.
Bei einem solchen Modell wird angenommen, dass sich eine Gesellschaft in disjunkte Untergruppen aufteilen lässt, die sich jeweils durch einen repräsentativen Agenten darstellen lassen. Beispielsweise könnte man mit zwei repräsentativen Agenten (z. B. Arm/Reich, Sparer/Schuldner, Alt/Jung etc.) die Umverteilungseffekte von makroökonomischen Variablen (z. B. Inflation, Wirtschaftswachstum, …) beschreiben.
In der Regel könnte man beliebig viele Untergruppen bilden, die jeweils durch einen repräsentativen Agenten beschrieben werden. Allerdings nimmt in der Regel mit mehr Untergruppen die Aussagekraft ab, aber der Realismus zu. Viele vereinfachende Modelle beschränken sich deshalb auf zwei oder drei repräsentative Agenten mit unterschiedlichen Nutzenfunktionen, Budgetbeschränkungen oder Einnahmequellen.
Eine weitere Möglichkeit, die Komplexität vollständiger Heterogenität beherrschbar zu machen, ist, diese nur in einem Merkmal anzunehmen (z. B. Einkommen, Diskontfaktor, Parameter in der Nutzenfunktion). Dies kann in einigen Situationen zu realistischeren Aussagen führen als eine Beschreibung mit zwei oder drei repräsentativen Agenten. Allerdings müssen in der Regel viele Parameter konstant für alle Agenten in der Gesellschaft gehalten werden, damit das Modell eine Lösung und damit ein Aussagegehalt besitzt.
Im Allgemeinen liegt bei begrenzter Heterogenität immer ein Zielkonflikt zwischen Aussagekraft und Realismus vor.

## Beispiele für Modelle rationalen Verhaltens

### Klassisches Konsumentenmodell
Angenommen  ein Akteur hat eine stetige, streng monoton steigende und differenzierbare Nutzenfunktion über seinen Konsum von n Gütern {\displaystyle x_{1},\ldots ,x_{n}}, wobei m sein Einkommen und {\displaystyle p_{1},\ldots ,p_{n}} die Güterpreise sind. Sein Konsumentenproblem ergibt dann
{\displaystyle \max _{(x_{1},\ldots ,x_{n})\in \mathbb {R} _{+}^{n}}u(x_{1},\ldots ,x_{n})\quad } unter der Nebenbedingung {\displaystyle \quad p_{1}x_{1}+p_{2}x_{2}+\ldots +p_{n}x_{n}\leq m}
Die Lösung dieses Problems in Abhängigkeit von den Preisen und dem Einkommen ist die sogenannte Marshallsche Nachfragefunktion.

### Egoismus und Altruismus
Angenommen der Akteur i hat eine Nutzenfunktion über seinen eigenen Konsum {\displaystyle C_{i}} und den Konsum der übrigen Mitglieder der Gesellschaft {\displaystyle C_{-i}}. Hierbei sei {\displaystyle u(\cdot )} eine stetige, streng monoton steigende und differenzierbare Nutzenfunktion. Die Nutzenfunktion des Akteurs sei
{\displaystyle U(C_{i},C_{-i})=u(\lambda C_{i})+u((1-\lambda )C_{-i})}
Dies bedeutet, dass i {\displaystyle 1/\lambda } eigener Konsum genauso viel wert ist wie {\displaystyle 1/(1-\lambda )} Konsum anderer Menschen. Wenn {\displaystyle \lambda =1}, ist dem Agenten der Konsum anderer Menschen völlig egal, während bei {\displaystyle \lambda =0} der eigene Konsum völlig egal ist; es handelt sich dann also um einen vollständigen Altruisten.  Bei allen {\displaystyle \lambda \in (0,1)} ist der Agent weder vollständig egoistisch noch altruistisch.
Ein {\displaystyle \lambda <0} könnte sogar einen Konsumverweigerer oder Asketen beschreiben oder {\displaystyle \lambda >1} einen schadenfreudigen Menschen, der sich freut, wenn es anderen Menschen schlecht geht.
Die Maximierung dieser Nutzenfunktion könnte beispielsweise unter der Nebenbedingung erfolgen, dass er spenden und damit den Konsum anderer Menschen {\displaystyle C_{-i}} erhöhen kann. Also für gegebenen Anfangskonsum
{\displaystyle \max _{S}\;u(\lambda (C_{i}-S))+u((1-\lambda )(C_{-i}+S))}, wobei {\displaystyle S\geq 0}
Auch wenn diese Nutzenfunktion einen teilweise oder völlig altruistischen Menschen beschreiben kann, muss dies nicht bedeuten, dass irgendeine moralische oder ethische Grundhaltung unterstellt wird. Beispielsweise kann die Nutzenfunktion einen Menschen beschreiben, der aus einem gewissen sozialen Druck heraus spendet (soziale Erwünschtheit), oder jemanden, der sich damit profilieren will. Andererseits kann sie natürlich auch einen mitfühlenden Menschen beschreiben. Wie eine Handlung motiviert ist, liegt außerhalb des Modells. Das Modell beschreibt nur die Handlung (hier: die Spende) selbst.

### Intertemporale Konsumentscheidung
Angenommen der Akteur möchte seinen Konsum über mehrere Perioden maximieren, wobei {\displaystyle c_{t}} sein Konsum in Periode t ist. Dann ist, für eine stetige, monoton steigende und differenzierbare Perioden-Nutzenfunktion {\displaystyle u(\cdot )}, die intertemporale Nutzenfunktion
{\displaystyle \sum _{t=1}^{n}\beta ^{t}u(c_{t})}
Diese Nutzenfunktion ist zeitkonsistent. Dies bedeutet, dass zu allen Zeitpunkten t die optimale Lösung die gleiche bleibt. Sonst würden sich seine Präferenzen über die Zeit hinweg verändern. Wenn der Akteur auf einem Kapitalmarkt unbegrenzt Kapital leihen oder anlegen kann zu einem festen Zins r, ergibt sich als Maximierungsproblem mit dem Lebenseinkommen m
{\displaystyle \max _{(c_{1},\ldots ,c_{n})\in \mathbb {R} _{+}^{n}}\sum _{t=1}^{n}\beta ^{t}u(c_{t})\quad } unter der Nebenbedingung {\displaystyle \quad \sum _{t=1}^{n}(1+r)^{-t}P_{t}c_{t}=m}
Hierbei ist {\displaystyle P_{t}} das Preisniveau und {\displaystyle c_{t}} der reale Konsum in Periode t.

## Kritik

### Egoistisches Menschenbild
Häufig wird argumentiert, dass der Homo oeconomicus andere Menschen wie „Spielautomaten“ behandele und deshalb kein adäquates Menschenbild sein könne. Menschen arbeiten durchaus zusammen, sofern sie erwarten, dass ihr Gegenüber kooperiert und nehmen zudem ebenfalls persönliche Nachteile in Kauf, um abtrünniges Verhalten anderer zu bestrafen. Folglich erscheint es zweifelhaft, dass eine Maximierung des Eigennutzes die einzige menschliche Handlungsmotivation sei.
Darüber hinaus existiert auch feministische Kritik am Homo oeconomicus: Die Fokussierung auf Tauschbeziehungen führe dazu, dass Tätigkeiten wie Care-Arbeit, die nicht zwingend auf gegenseitigem Tauschen und somit nicht auf Nutzenmaximierung beruhen, innerhalb der Ökonomie kaum Beachtung finden. Friederike Habermann geht sogar so weit zu sagen, dass der homo oeconomicus, wenn überhaupt, nur die Lebenswirklichkeit weißer bürgerlicher Männer darstelle.

### Kritik am zeitkonsistenten Erwartungsnutzenmaximierer
Ein Spezialfall des rationalen Akteurs ist der zeitkonsistente Erwartungsnutzenmaximierer. Dieses Modell ist die Standardform des Homo oeconomicus sowohl in der Makro- als auch in der Mikroökonomie. In den meisten Anwendungen dient diese Spezifikation als Basismodell, da sie zu klaren Vorhersagen führt, insbesondere wenn die Periodennutzenfunktion zusätzlich spezifiziert wird. So wird in der Makroökonomie oft eine CRRA-Nutzenfunktion angenommen (constant relative risk aversion) und in der Mikroökonomie bei der Modellierung von Experimentergebnissen eine Nutzenfunktion, die linear in Auszahlungen ist. Allerdings führen solche Modelle oft zu empirisch falschen Aussagen, womit sich insbesondere die Verhaltensökonomie auseinandersetzt. So konnten Experimente viele Situationen belegen, in denen das tatsächliche Entscheidungsverhalten nicht dem eines zeitkonsistenten Erwartungsnutzenmaximierers entspricht. Zudem spricht einiges dafür, dass nicht alle Menschen dieselben Präferenzen haben. Stattdessen scheinen menschliche Neigungen stark von individuellen Biographien abzuhängen und auch durchaus wandelbar zu sein. Wenngleich die Tatsache, dass empirische Ergebnisse häufig dem Modell des homo oeconomicus widersprechen, nicht unbedingt heißen muss, dass dieses invalide ist, dauert die Diskussion um das adäquateste Akteursmodell weiter an.

### Irrationales Verhalten
Dass Präferenzen und Handlungsweisen immer und ausschließlich transitiv sind, lässt sich in der Empirie nicht belegen. Eine häufige Form von beobachteten irrationalen Präferenzordnungen ist der Framing-Effekt, also eine Situation, bei der nicht nur die Alternativen, über die entschieden wird, sondern auch die Präsentation der Entscheidungssituation selbst eine signifikante Rolle spielt. Hierfür ist der Einfluss des Vorgabewertes (Default-Effekt) ein gutes Beispiel.
Es kann also gesagt werden, dass das Modell des Homo oeconomicus nicht alle Einflussfaktoren auf Handlungsentscheidungen richtig beschreibt. Es gibt jedoch auch Modellierungen von Entscheidungssituationen, die irrationales Verhalten eines Akteurs miteinbeziehen, z. B. das perfekte Gleichgewicht der zitternden Hand.

### Heuristik statt Berechnung
Die Ökonomin Kate Raworth plädiert dafür, den Menschen nicht als ein ökonomisches, sondern als ein heuristisches Wesen zu betrachten. Anstatt jede Handlung bis ins letzte Detail zu berechnen, geben sich Menschen oftmals mit groben Annäherungen zufrieden, an denen sie ihr Verhalten dann ausrichten. Somit fällt es schwer den Homo oeconomicus als ein rein deskriptives Modell zu verstehen, da es den Prozess der Entscheidungsfindung nicht immer korrekt abbildet. Fest steht, dass die wenigsten Menschen in alltäglichen Situationen ihr Handeln stets an der Maximierung einer Nutzenfunktion orientieren.

## Homo oeconomicus in anderen Wissenschaften
In der Politikwissenschaft findet das Modell des Homo oeconomicus unter anderem in der Entscheidungstheorie und der Neuen Politischen Ökonomie Anwendung. Zu den zahlreichen Anwendungen in der Geographie zählen beispielsweise die Thünenschen Ringe oder Walter Christallers System der Zentralen Orte. Aufgrund des im Vergleich zu Frühkulturen reflektierten Umgangs mit Fragen der Ökonomie findet sich die Bezeichnung Homo oeconomicus in der Geschichtswissenschaft für den Wirtschaftsbürger der griechischen Antike.